# Felix Landau
Felix Landau, (ur. 21 maja 1910 w Wiedniu, zm. 20 kwietnia 1983) – zbrodniarz nazistowski, policjant niemiecki (Gestapo), SS-Hauptscharführer, członek Einsatzkommando zur besonderen Verwendung, uczestniczył w egzekucji profesorów lwowskich w nocy 3/4 lipca 1941 we Lwowie.

## Życiorys
W kwietniu 1925 wstąpił do Narodowosocjalistycznej Młodzieży Pracującej – organizacji filialnej austriackiej partii narodowo-socjalistycznej. Uczył się w zawodzie stolarza artystycznego. W 1930 rozpoczął służbę wojskową w armii austriackiej. Członek NSDAP od 27 marca 1931 (nr legitymacji partyjnej 442571). Z powodu uprawiania propagandy nazistowskiej wydalony ze służby wojskowej. Na przełomie 1933/34 wstąpił do SA, a w kwietniu 1934 do SS. W 1934 uczestniczył w próbie puczu i w zamordowaniu kanclerza Austrii Engelberta Dollfußa. Aresztowany przebywał w obozie w Wöllershoff, następnie uciekł do III Rzeszy i uzyskał obywatelstwo niemieckie. Odznaczony Orderem Krwi (niem. Blutorden) NSDAP.
Po Anschlussie Austrii do Rzeszy w marcu 1938 powrócił do Wiednia. Służył w Okręgowym Urzędzie Policji Państwowej. Tam został awansowany do stopnia SS-Hauptscharführera. W 1940 przeniesiony do urzędu Komendanta Sicherheitspolizei i Sicherheitsdienst w Radomiu. Pod koniec czerwca 1941 wraz z grupą funkcjonariuszy z Radomia oddelegowany do Einsatzkommando zur besonderen Verwendung pod dowództwem dowódcy Sicherheitspolizei i Sicherheitsdienst (niem. Befehlshaber der Sicherheitspolizei und des SD) na Generalne Gubernatorstwo SS-Brigadeführera Eberharda Schöngartha we Lwowie. Brał udział w egzekucji profesorów polskich we Lwowie 4 lipca 1941. Następnie wraz z Walterem Kutschmannem służył w komisariacie Grenzschutzu w Drohobyczu jako szef referatu ds. żydowskich. Brał udział w masowych rozstrzeliwaniach Żydów.
W Drohobyczu czasowy „protektor” Brunona Schulza. Osobiście brał udział w rzeziach ludności żydowskiej (pisał o tym w pamiętnikach), miał też w zwyczaju strzelać z balkonu domu do Żydów, którzy przerwali pracę. Alfred Schreyer, uczeń Schulza, wspominał po latach Landaua jako „niesłychanego bandytę”. Landau wykorzystywał talenty plastyczne Schulza do wykonywania licznych prac malarskich – ozdabiania baśniowymi kompozycjami ścian pokoju dziecięcego w swej willi, zdobienia wnętrz kasyna gestapowskiego oraz budynku szkoły jazdy konnej (niem. Reitschule).
Landau prowadził systematyczny dziennik, w którym odnotował swój udział w mordzie profesorów lwowskich.
Po wojnie Landau został w 1947 rozpoznany w Linzu i aresztowany przez Amerykanów. Uciekł z obozu w Glasenbach i później do RFN, gdzie do 1958 prowadził firmę dekoracji wnętrz pod fałszywym nazwiskiem Rudolf Jaschke. Rozpoznany przez ocalałego świadka zbrodni, aresztowany w 1959, w 1963 został skazany przez Sąd Krajowy (niem. Landgericht) w Stuttgarcie na dożywotnie więzienie za zbrodnie na ludności żydowskiej w Galicji Wschodniej. W 1973 został ułaskawiony i uwolniony.